# Татре (Хрпеље-Козина)
Татре (италијански: Тatre della Birchinia) су насељено место на Красу у саставу општине Хрпеље–Козина, статистичка регија Истарско-крашка, Словенија.

## Географија
Татре се налазе на подручју јужног или ћићаријског Краса на брдовитом масиву Бркини 8 км северно од Марковшчине и 10 км oд Oбҏoвa (на пyтy Ријека-Трст), те 3 км од села Габерке (источно), и Козјане и Артвиже (запад, северозапад)

## Историја
До територијалне реорганизације у Словенији налазиле су се у саставу старе општине Сежана.

## Становништво
Према подацима Статистичног уреда РС у Татрама је 2020. живио 51 становник.
| Број становника по пописима | Број становника по пописима | Број становника по пописима |
| --------------------------- | --------------------------- | --------------------------- |
| 1991                        | 2002                        | 2011                        |
| 62                          | 54                          | 47                          |